# Cefeo de Tegea
En la mitología griega, Cefeo (Κηφεύς / Kephéus) era hijo de Aleo y uno de los reyes de Tegea (Arcadia). Dependiendo del autor Cefeo es descrito como participante en la cacería del jabalí de Calidón y también en la expedición de los Argonautas. Se cree que la ciudad arcadia de Cafias recibió el nombre en honor a Cefeo.
La genealogía de Cefeo no es unánime. Dice Apolodoro que es hijo de Áleo y de Neera, una hija de Pereo; en esta versión sus hermanos son Licurgo y Auge. Higino refiere que Cefeo también era hijo de Áleo pero dice que su madre fue una tal Cleóbule y que su hermano fue Anfidamante. Otra tradición nos dice que Cefeo y su hermano Anceo, que participaron en la cacería del jabalí de Calidón, eran hijos de Licurgo, y ambos se negaron a participar en la cacería porque una mujer, Atalanta, también competía.
Se dice que Cefeo tuvo, sin mencionar a su consorte, veinte hijos, pero nunca se los menciona de manera individual. El único que sí tiene identidad es Aéropo, tan solo recordado por ser el padre de Équemo. No obstante a Cefeo también se le atribuyen una o varias hijas, dependiendo del autor. Estérope tuvo su participación en la guerra contra Hipocoonte. Pausanias cita a otras dos hijas de Cefeo: Aérope, que murió en el parto de un hijo de Ares, y también Antínoe, cuya tumba se muestra en Mantinea. Algunos creen que Tespio era hijo de Cefeo.
Se cuenta que cuando se dirigía Heracles a combatir contra los lacedemonios para vengarse de los hijos de Hipocoonte, pidió ayuda a Cefeo y a sus hijos. Cefeo en principio se negó a ayudarle por miedo a que si abandonaba Tegea, su ciudad fuese atacada por los argivos. Pero Heracles dio a Estérope un bucle de una gorgona en una hidria de bronce que había recibido de Atenea que servía para que en caso de ataque, si era alzada tres veces desde lo alto de las murallas sin mirar hacia adelante provocase la fuga de los enemigos. Así que Cefeo y sus hijos consintieron en ayudar a Heracles en su expedición de castigo, pero murieron en combate. No obstante en otra versión se salvaron tres de los hijos de Cefeo.
| Predecesor: Aleo | Reyes de Tegea | Sucesor: Licurgo |